# Расулова, Беновша Кадыр кызы
Беновша Кадыр кызы Расулова (азерб. Bənövşə Qədir qızı Rəsulova; 18 августа 1926, Мамайлы Нухинский уезд — 23 мая 1956, там же) — советский азербайджанский табаковод, Герой Социалистического Труда (1950).

## Биография
Родилась 18 августа 1926 года в селе Мамайлы Нухинского уезда Азербайджанской ССР (ныне село в Габалинском районе).
C 1943 года — колхозница, звеньевая колхоза имени Азизбекова Куткашенского района. В 1949 году получила урожай табака сорта «Самсун» 25,7 центнеров с гектара на площади 3 гектара.
Указом Президиума Верховного Совета СССР от 17 июня 1950 года за получение высоких урожаев табака в 1949 году Расуловой Беновше Кадыр кызы присвоено звание Героя Социалистического Труда с вручением ордена Ленина и золотой медали «Серп и Молот».
Скончалась 23 мая 1956 года в родном селе.